# Maksymalny poziom piętrzenia
Maksymalny poziom piętrzenia – najwyższe położenie zwierciadła spiętrzonej wody przy uwzględnieniu pojemności powodziowej stałej; w przypadku budowli piętrzącej wodę lecz niemającej określonej pojemności powodziowej, maksymalny poziom piętrzenia równy jest normalnemu poziomowi piętrzenia. 
Maksymalny poziom piętrzenia jest wymieniany jako jeden z podstawowych parametrów w dokumentacji wodno-prawnej dotyczącej wszystkich zbiorników posiadających możliwość piętrzenia wody, a jest określany w metrach nad poziomem morza (m n.p.m.) i podawany z dokładnością do 1 cm.